# فرناندا كونكون
فرناندا كونكون كونها (بالإنجليزية: Fernanda Concon Cunha)‏، ولدت في 15 يوليو 2002 في ساو باولو، هي ممثلة برازيلية. برزت على شاشة التلفزيون في عام 2012، حيث لعبت دور شخصية أليسيا في النسخة الجديدة من مسلسل الأطفال كاروسيل، على نظام التلفزيون البرازيلي.

## حياة
ولدت فرناندا في مدينة ساو باولو، ابنة جيوفانا كونكون ولويز غوستافو دا كونها. لديه شقيق أصغر اسمه مارسيلو كونكون كونا، توفي عام 2017، وهو ضحية لالتهاب البنكرياس، وأخت أكبر من جانب والدته، تدعى إدواردا كونكون.

## وصلات خارجية
- فرناندا كونكون على موقع IMDb (الإنجليزية)
- فرناندا كونكون على موقع روتن توميتوز (الإنجليزية)
- فرناندا كونكون على موقع كينوبويسك (الروسية)